# Gouvernement Martínez Campos
Restauration bourbonienne
Cánovas II Cánovas III
Le gouvernement Arsenio Martínez Campos  est le gouvernement du royaume d'Espagne en fonction du 7 mars 1879 au 9 décembre 1879.

## Histoire

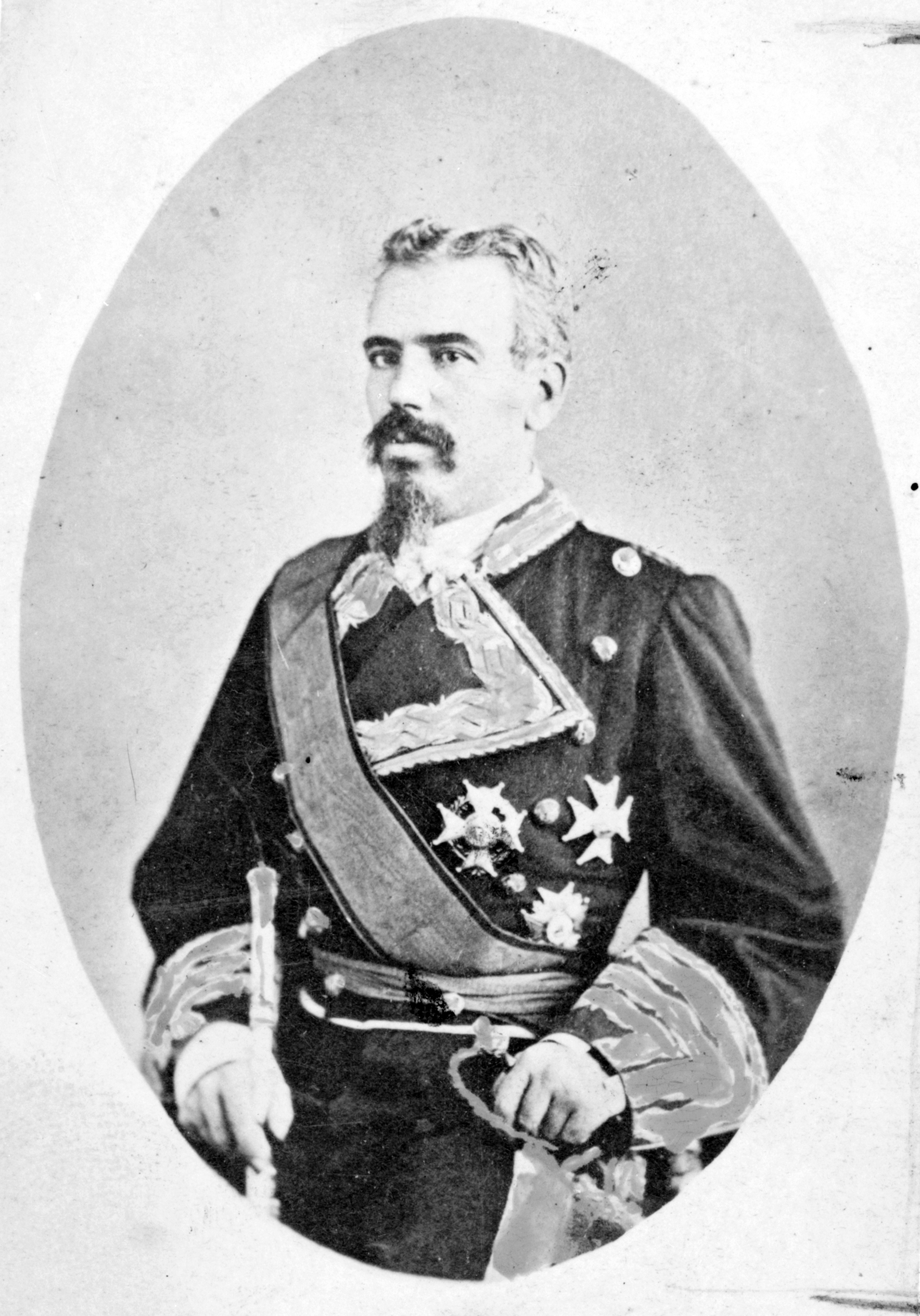
Le général Arsenio Martínez Campos.

Après la victoire dans la troisième guerre carliste, le gouvernement Cánovas entreprit de mettre fin à l'autre guerre en cours, celle de Cuba. Le général Martínez Campos fut envoyé au commandement des opérations sur l'île où il débarqua en novembre 1876. Dans une tentative de réduire le soutien de la population aux rebelles, il introduisit des normes de nature humanitaire — fin des pillages, traitement respectueux des populations civiles, respect des vies des prisonniers… — dans les actions des soldats espagnols qui commencèrent à donner des résultats, profitant de la division interne croissante des insurgés,,,,. À l'automne 1877, Martínez Campos entama des négociations avec les insurgés qui débouchèrent sur la signature le 10 février 1878 de la paix de Zanjón. Celle-ci incluait deux « capitulations » principales : la concession à Cuba d’un statut similaire à celui de Porto Rico — impliquant également l'abolition de l'esclavage — et une amnistie sur les faits commis par les deux camps au cours des dix ans de guerre. C'est ainsi que le conflit prit fin, à l'exception des hostilités maintenues jusqu'en mai contre une faction indépendantiste dirigée par Antonio Maceo, qui avait refusé l'accord mais finit par se rendre,. Deux revendications des insurgés ne furent pas acceptées par Martínez Campos : l'« assimilation [de Cuba] aux provinces espagnoles en vertu de la Constitution en vigueur [en Espagne], à l'exception des quintas » et la garantie que le général continuerait à assurer le respect de l'accord. Malgré tout, la paix de Zanjón fut considérée comme le début d'une nouvelle ère pour l'île, « dans laquelle de nombreuses libertés formelles caractéristiques d'un État libéral devinrent accessibles aux Cubains ». Cependant, de nombreux planteurs et propriétaires d'esclaves ne le considérèrent pas ainsi « car ce qui était concédé aux ennemis semblait excessif » et l'un de leurs représentants en vint à le décrire « la paix mille fois maudite de Zanjón ».

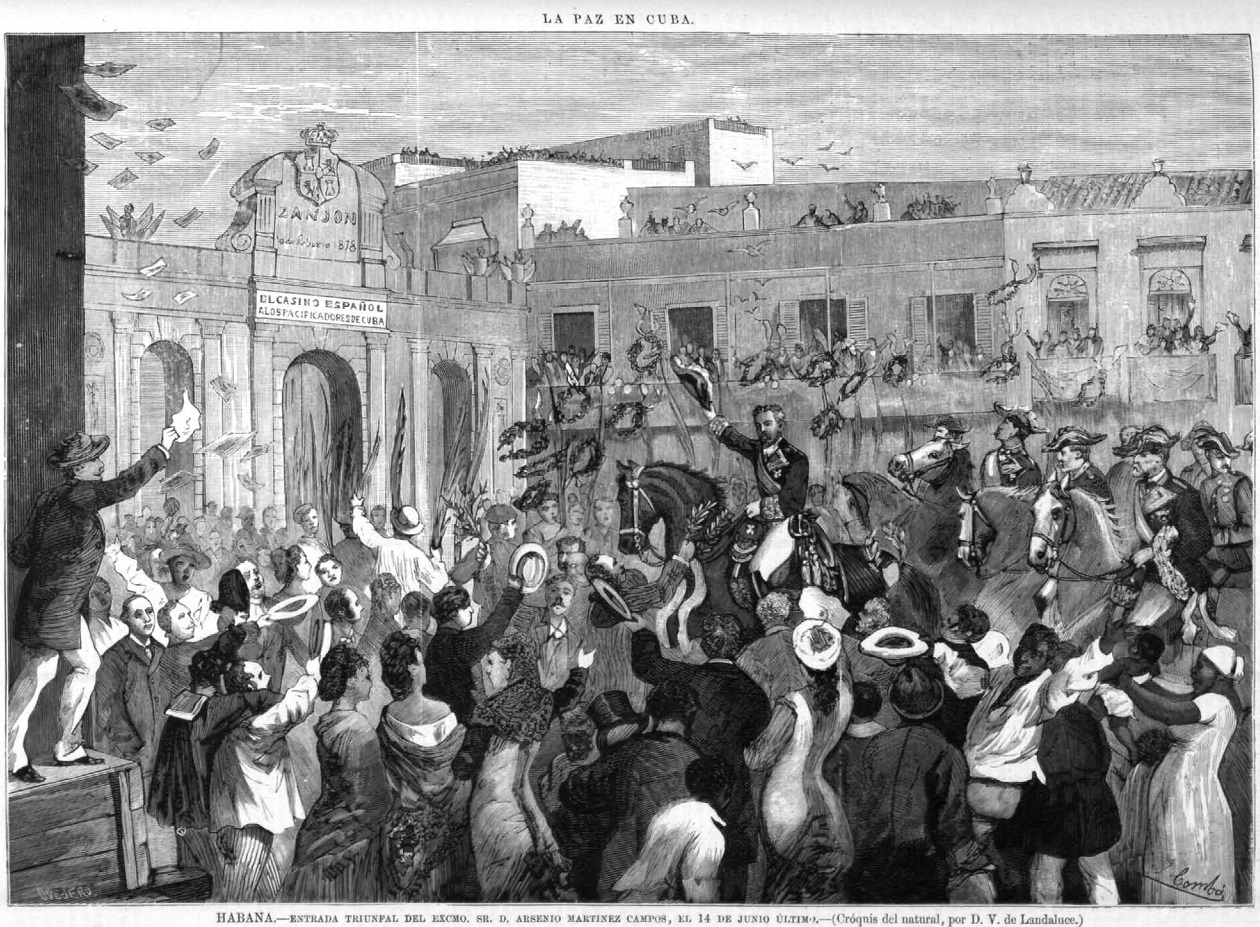
Entrée triomphale du général Martínez Campos à La Havane après la signature de la paix de Zanjón qui mettait fin à la guerre des Dix Ans (La Ilustración Española y Americana, 14 juin 1878).

À partir de mai 1878, le gouvernement Cánovas approuva une série de décrets en application (partielle) de ce l'accord qui avait été conclu, qui implantèrent à Cuba la structure administrative des provinces péninsulaires, bien qu'avec d'importantes restrictions et certaines particularités,et l'on concéda à Cuba une représentation aux Cortès.

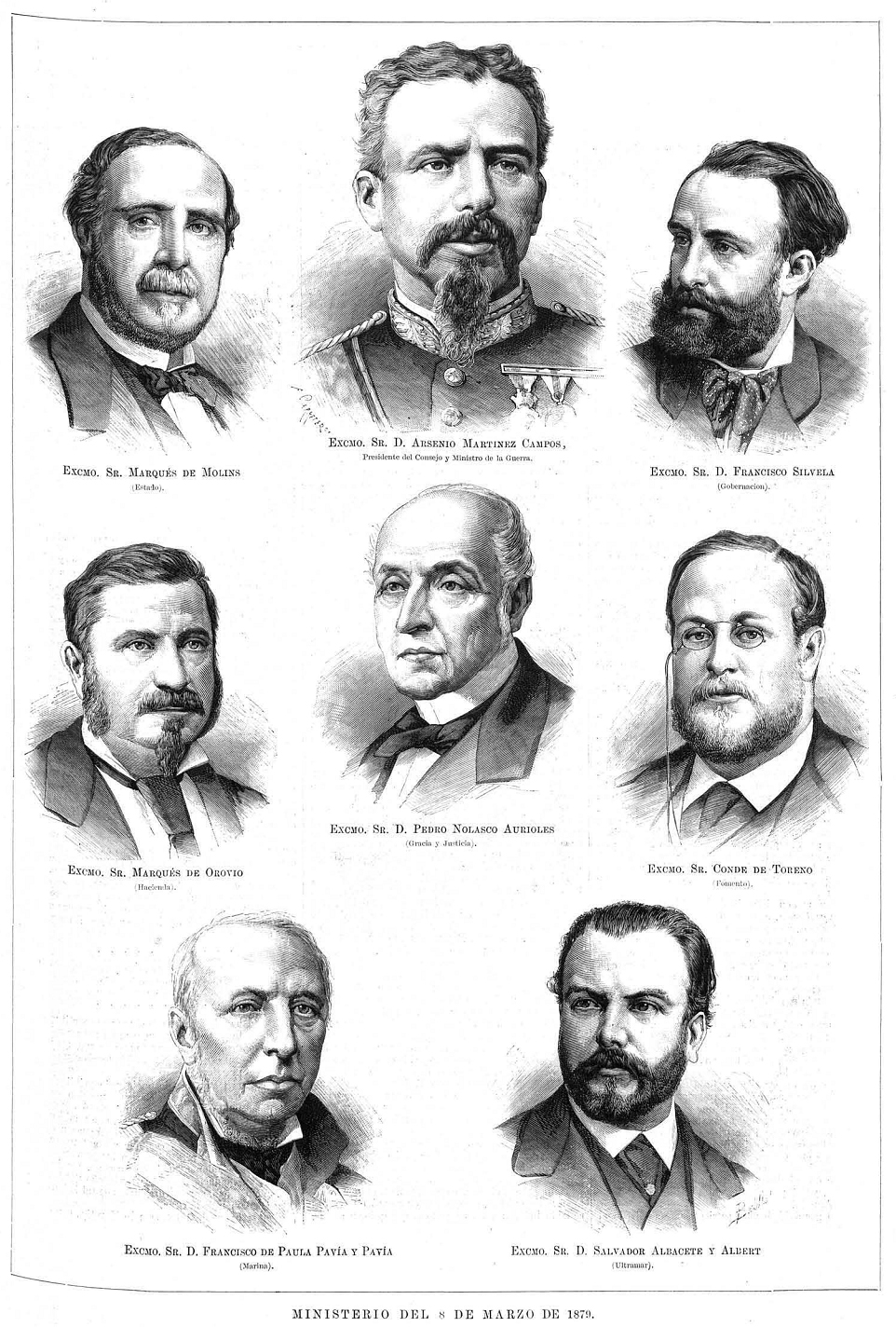
Le gouvernement présidé par le général Martínez Campos (en haut au centre). En bas à droite Salvador Albacete, ministre de l'Outre-mer.

Au début de 1879, Martínez Campos revint en Espagne, convaincu que seule l'introduction de réformes politiques et économiques pourrait empêcher une nouvelle insurrection à Cuba. Le 7 mars, il prit la présidence du gouvernement en raison du prestige qu'il avait acquis en tant que pacificateur de la « Grande Antille » et compte tenu des difficultés que le gouvernement Cánovas rencontrait pour appliquer la « paix de Zanjón» — en réalité, Cánovas préféra se laver les mains du traité dont il ne partageait pas entièrement les clauses —,. Les « constitutionnalistes » de Sagasta protestèrent de ne pas être appelés à gouverner mais, selon Carlos Dardé, « il semble clair que le parti était encore trop faible et, surtout, que certaines de ses figures militaires importantes, comme le général Serrano, duc de la Torre, n'avaient pas encore pleinement accepté la nouvelle monarchie et étaient encore impliqués dans des projets républicains ». Selon José Varela Ortega, ce fut l’une des raisons qui emmenèrent Cánovas à conseiller au roi le changement de gouvernement : freiner les « menaces révolutionnaires » en mettant à la tête du cabinet un général « victorieux et prestigieux ». D’autre part, Cánovas resta dans l'ombre aux commandes du pouvoir comme le démontrèrent les élections du 20 avril et du 3 mai où les canovistes conservèrent une large majorité.

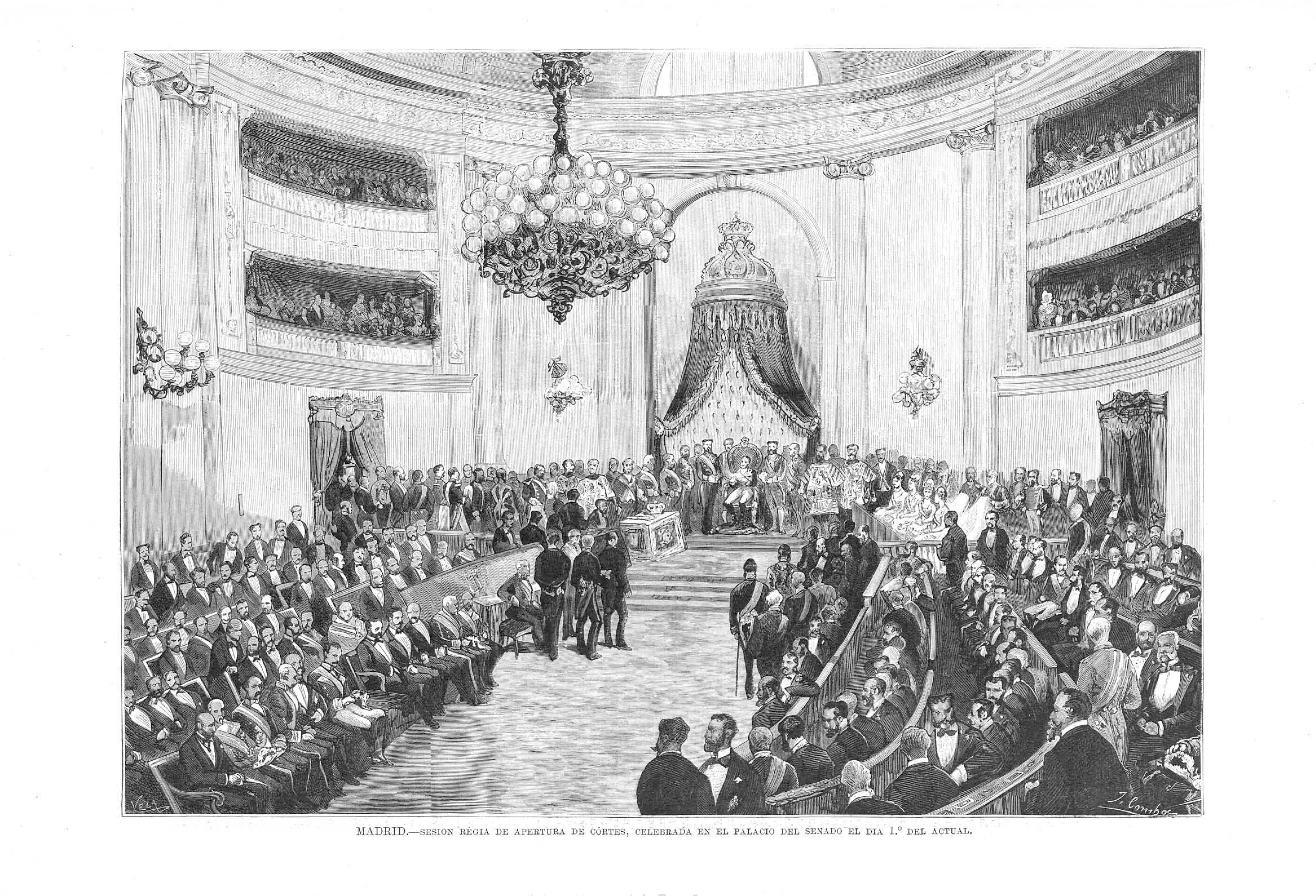
Séance d’ouverture des Cortès célébrée au palais du Sénat le 1er juillet 1878 (La Ilustración Española y Americana, 8 juillet 1878).

En application de la nouvelle loi électorale approuvée en décembre 1878 sous le gouvernement Cánovas, des élections générales furent célébrées l’année suivante avec un suffrage censitaire extrêmement restrictif. Seuls 47 000 personnes environ avaient le droit de vote, non seulement réservé aux hommes majeurs âgés d’au moins 25 ans remplissant certains critères (énonomiques) de cens — seuil d’impôt minimum — mais avec une certaine capacité intellectuelle pour émettre librement le vote. Les « manœuvres » électorales donnèrent une nouvelle fois une majorité écrasante au Parti libéral-conservateur dirigé par Cánovas, avec 293 députés contre 56 pour le Parti constitutionnel de Sagasta, un résultat qui laissa Martínez Campos à la « merci » de Cánovas. Après la séance d’ouverture du nouveau Parlement, le président du Congrès souhaita la bienvenue aux représentants de la « Grande Antille » (Cuba) — une première depuis leur expulsion en 1837 —, les encourageant à intervenir « avec leurs frères de la péninsule dans toutes les affaires de la monarchie ».

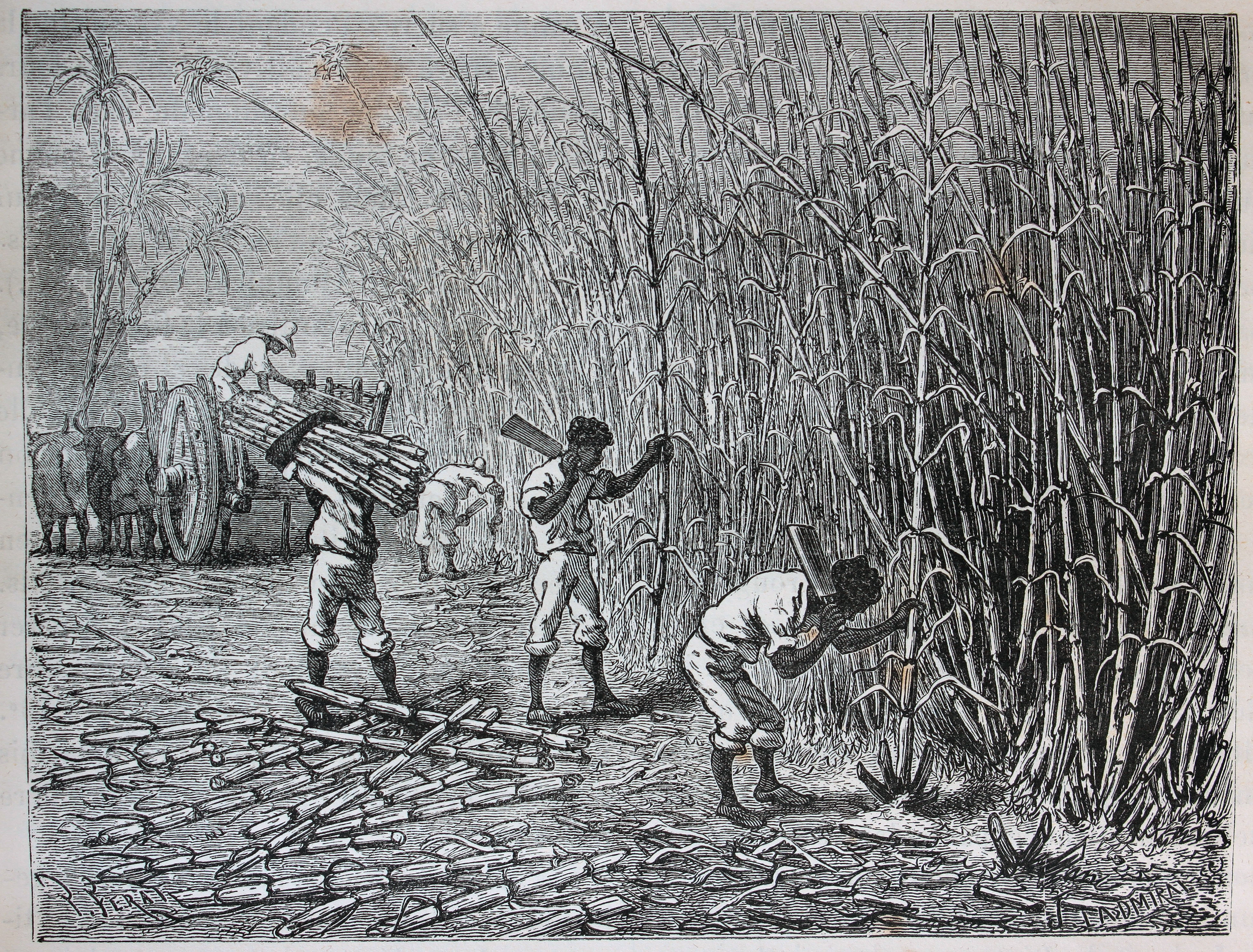
Esclaves travaillant dans une plantation de canne-à-sucre à Cuba.

Le projet de loi sur l'abolition de l’esclavage à Cuba — il y avait alors sur l’île environ 200 000 esclaves — que Martínez Campos présenta aux Cortès prévoyait la libération des esclaves mais avec une formule transitoire concédant aux anciens maîtres le « patronnat » de leurs esclaves durant 8 ans, ce qui signifiait le droit à continuer de les utiliser mais avec l'obligation de leur verser un salaire et de subvenir à leurs besoins, y compris médicaux ainsi que l’enseignement primaire aux enfants. La loi et cet emménagement furent néanmoins rejetés par les propriétaires des plantations et usines sucrières et leurs représentants dans la péninsule, Le débat parlementaire fut reporté jusqu’au 5 décembre en raison des préparatifs du deuxième mariage du roi célébré le 29 novembre.
La situation se compliqua pour Martínez Campos lorsqu'en août eut lieu une résurgence de la guerre à Cuba avec le début de ce qui serait connu comme la « Petite Guerre » (qui se termina en décembre de l’année suivante). Le général Polavieja qui était au commandement des troupes espagnoles de Cuba avait écrit en juin au capitaine général de l'île Ramón Blanco y Erenas : « nous devons, à mon avis, au lieu de vouloir empêcher à tout prix […] l’indépendance de Cuba, ce qui serait une vaine obstination, nous y préparer, rester dans l'île seulement le temps où nous pourrons rationnellement y être et prendre les mesures convenables pour ne pas être expulsés violemment au préjudice de nos intérêt et de notre honneur, avant l’époque où amicalement nous devrons l’abandonner »,.

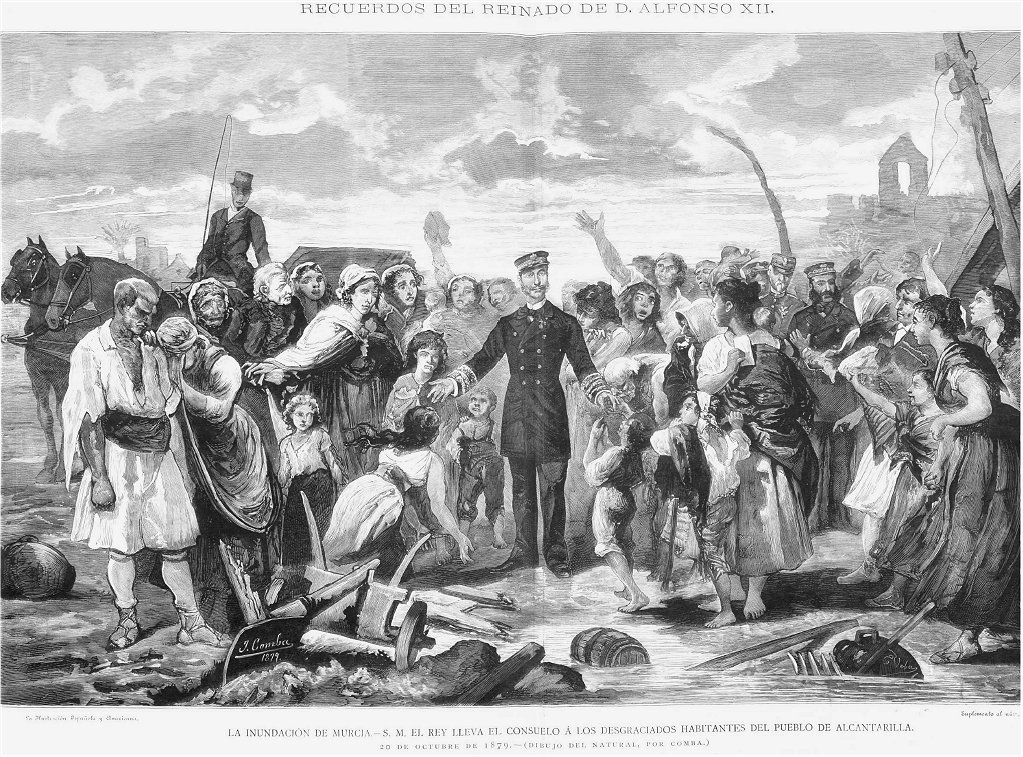
Gravure de Juan Comba sur la visite d’Alphonse XII à la localité murcienne d’Alcantarilla au motif des terribles inondations connues sous le nom de riada de Santa Teresa (crues de Sainte Thérèse).

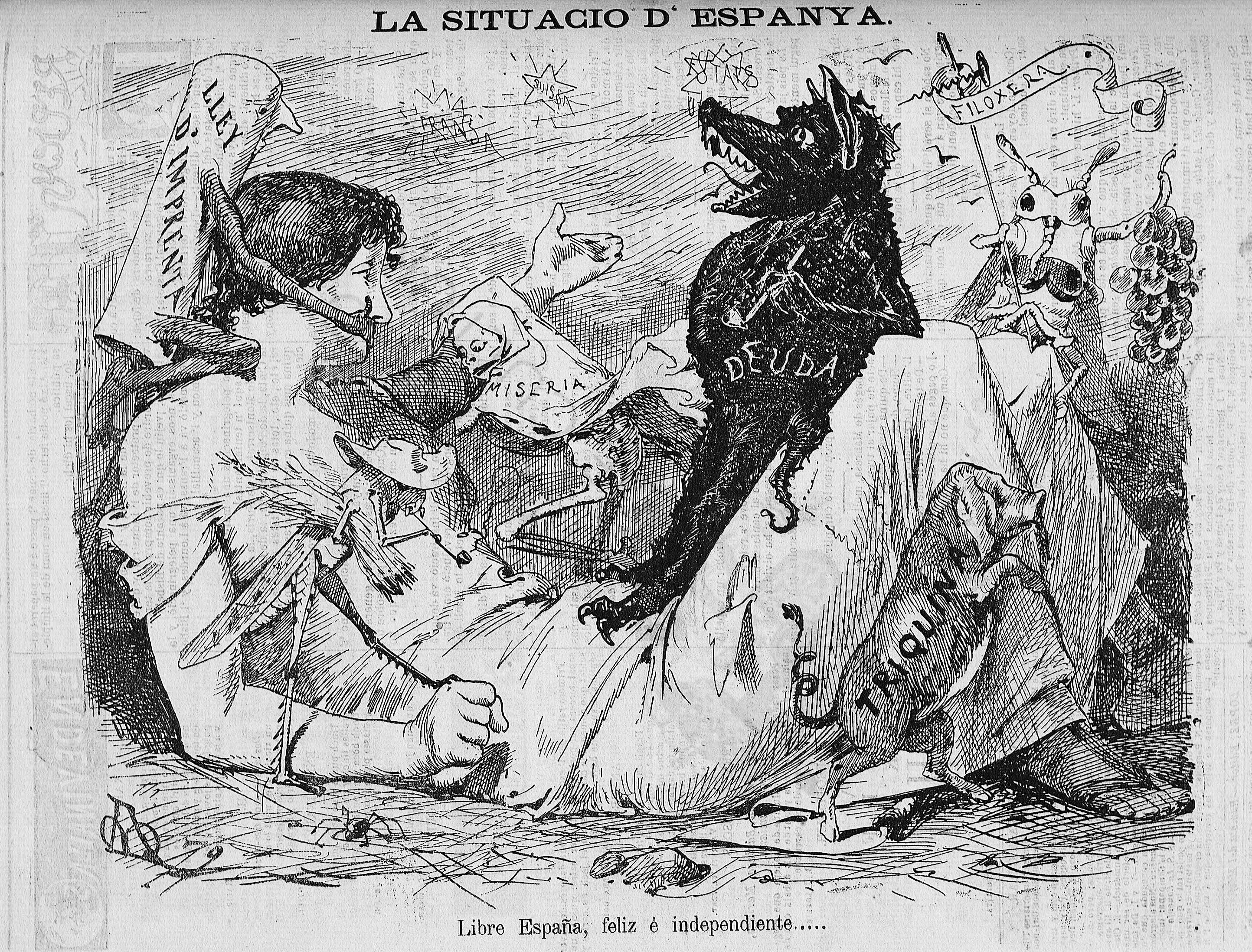
La situació d'Espanya (La Campana de Gracia, 27 juillet 1879). La légende en bas de page dit : Libre espagne, heureuse et indépendante…. L'Espagne est représentée par une femme bâillonnée par la loi sur l’imprimerie et assaillie par la misère, la dette, le phylloxéra, la trichine et un fléau de criquets.

Une nouvelle source d’inquiétude pour le gouvernement fut les terribles inondations qui se produisirent en octobre dans les provinces d’Almería, d’Alicante et, surtout, de Murcie, qui seraient connues sous le nom de « riada de Santa Teresa (es) » (« crues de Sainte Thérèse »). Le roi se rendit immédiatement dans les zones affectées, gagnant ainsi l’affection de la population.
Après la célébration du mariage royal, les divergences au sein du gouvernement sur le projet de réforme fiscale et de réduction des tarifs douaniers proposé pour Cuba par le ministre de l'Outre-mer Salvador Albacete et sur le projet de loi visant à abolir l'esclavage dont les Cortès allaient commencer le débat devinrent évidentes. Cela obligea Martínez Campos à présenter sa démission à Alphonse XII le 9 décembre. Après avoir essayé d'autres options pour éviter la « séquestration de la prérogative royale » — que Martínez Campos restât à la tête du gouvernement, ce qu'il refusa ; nommer José de Posada Herrera président du gouvernement, ce qui suscita la ferme opposition des conservateurs de Cánovas ainsi que des constitutionnalistes de Sagasta, qui réclamèrent le pouvoir pour eux-mêmes ; ou nommer le président du Congrès des députés, Adelardo López de Ayala, mais celui-ci se trouvait très malade : il mourut le 30 décembre — le roi n'eut d'autre choix que de rappeler Cánovas pour qu'il formât un gouvernement,.

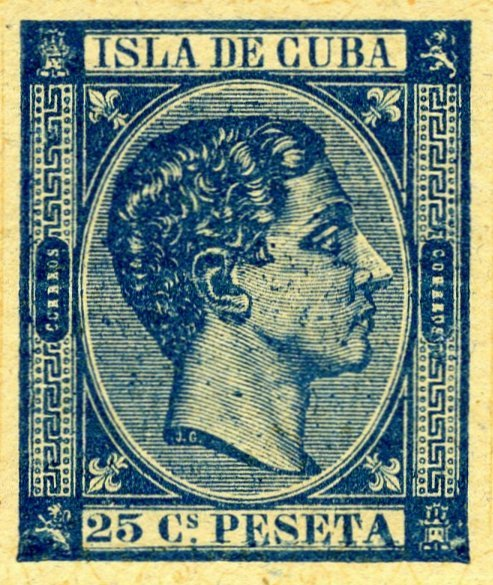
Timbre postal de l’île de Cuba à l'effigie du roi Alphonse XII (1878).

Cánovas s'efforça de rétablir l'unité du Parti conservateur et finalement, conscient qu'il n'était plus possible de le retirer, assuma le projet de Martínez Campos d'abolir l'esclavage, en quoi il avait apparemment le soutien du roi — le capitaine général de Cuba lui avait écrit pour demander que l'abolition fût aussi « large et libérale que possible en faveur de l'esclave » —, et malgré l'opposition qu'il rencontra de la part des esclavagistes cubains du Union constitutionnelle. Après avoir introduit plusieurs modifications favorables aux propriétaires d'esclaves (comme le maintien des châtiments corporels, auquel s'est opposé le constitutionnel de Sagasta) dans le projet de Martínez Campos, il réussit à obtenir son approbation en février de l'année suivante. Les esclavagistes réussirent à faire en sorte que le règlement d'application de la loi introduisent des restrictions encore plus importantes, telles que l'application de peines de « carcan et manille » aux « parrainés » qui refuseraient de travailler, qui quitteraient la plantation sans autorisation, encourageraient les grèves ou désobéiraient aux ordres des contremaîtres. Avec tous ces changements, l'Union constitutionnelle déclara en août 1880 qu'elle accepte le système du « patronage ».
Le remplacement de Martínez Campos par Cánovas à la tête du Gouvernement provoqua l'affrontement entre les deux personnages — comme Feliciano Montero l'a d'ailleurs souligné « le bref cabinet présidé par le général Martínez Campos (mars à décembre 1879) [était] un gouvernement captif des directives et du personnel politique et administratif canoviste » — et finalement le départ du Parti conservateur du groupe qui soutenait le général, dont beaucoup étaient des amis militaires, et son rapprochement avec le constitutionnel de Sagasta, ce qui constitua une étape décisive pour la naissance du Parti libéral-fusionniste, l'autre grand parti du régime politique de la Restauration,. Six mois après son départ du gouvernement, le 11 juin 1880, Martínez Campos et Cánovas eurent un âpre débat au Sénat, au cours duquel le premier souligna le rôle du pronunciamiento de Sagonte dans l'avènement de la monarchie et le second le dédaigna. « Est-il sérieux, lorsqu’il s'agit d’un fait aussi important que la restauration d'une monarchie, de prétendre que tout a été fait en levant deux bataillons sans tirer un seul coup de feu et en niant la coopération de grands éléments, de forces immenses, alors que presque tout était fai […] ? » déclara Cánovas,.